# Bucoșnița

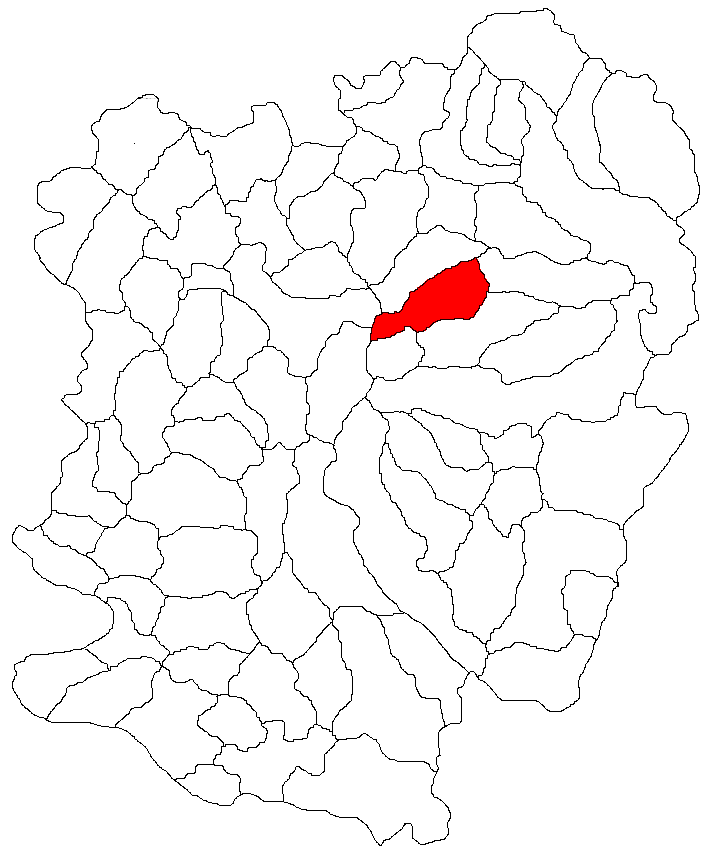
Lage der Gemeinde Bucoșnița im Kreis Caraș-Severin

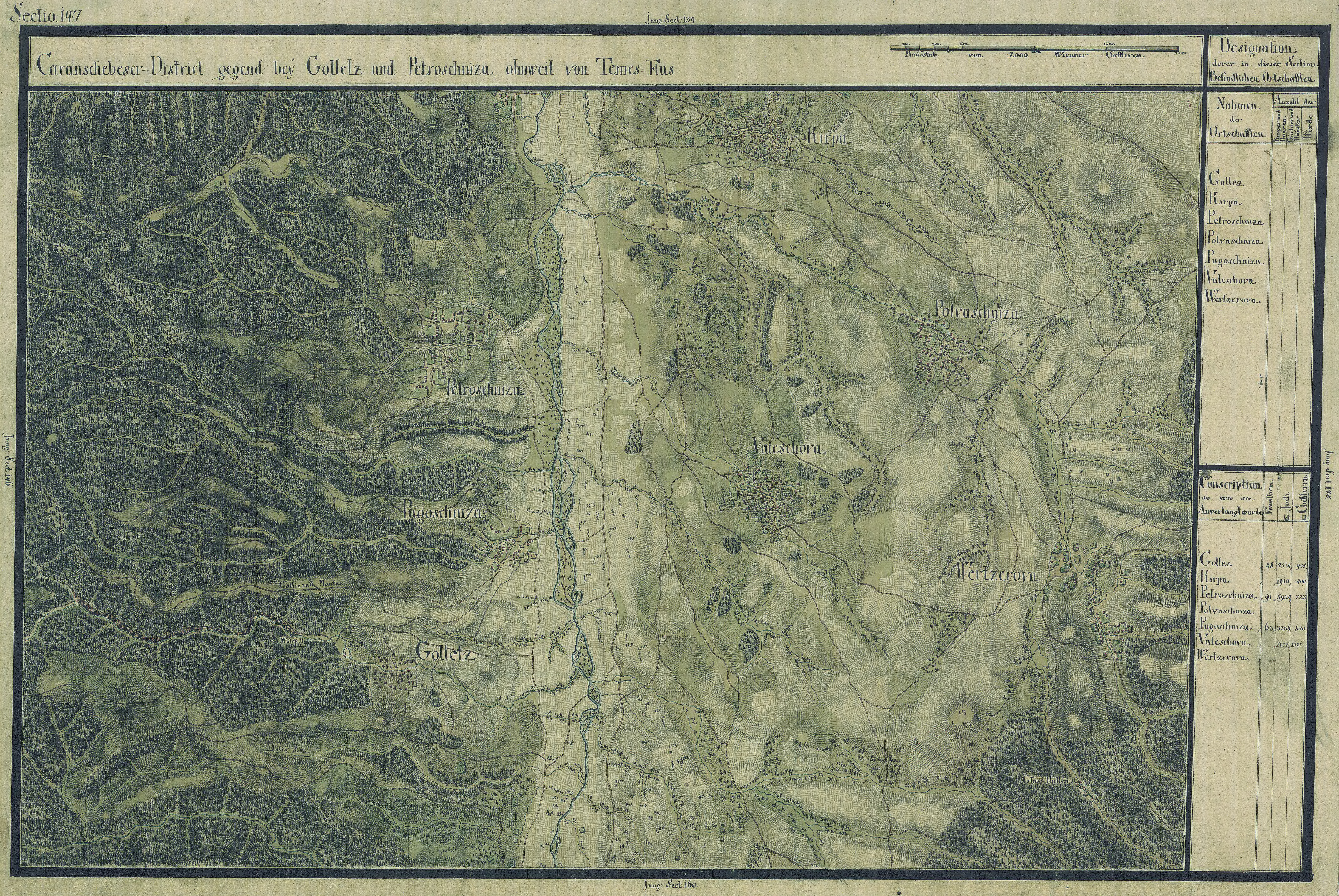
Bucoșnița auf der Josephinischen Landaufnahme

Bucoșnița (deutsch Pugoschniza, ungarisch Bokos) ist eine Gemeinde im Kreis Caraș-Severin, in der Region Banat, im Südwesten Rumäniens. Zu der Gemeinde Bucoșnița gehören auch die Dörfer Goleț, Petroșnița und Vălișoara.

## Geografische Lage
Bucoșnița liegt im Cerna-Tal, am Fuße des Semenic-Gebirges und des Țarcu-Gebirges, an der Nationalstraße DN6, in 12 km Entfernung von Caransebeș.

## Nachbarorte
| Poiana     | Petroșnița                                  | Vălișoara   |
| Lindenfeld | Kompassrose, die auf Nachbargemeinden zeigt | Ilova       |
| Goleț      | Slatina-Timiș                               | Sadova Nouă |

## Geschichte
Eine erste urkundliche Erwähnung stammt aus dem Jahr 1468 anlässlich einer Schenkung des Königs Matthias Corvinus an László und Lajos Ermeny.
Im Laufe der Jahrhunderte traten verschiedene Schreibweisen des Ortsnamens in Erscheinung:
1468 Bokostycza,  1468 Bokosthycza, 1531 Bokosnycza, 1690, 1717 Bokosnicza, 1785 Bokoschnitza, 1808 Bukosnicza, Bukoshnica, 1913 Bokos, 1909 Bukosnicza, 1019 Bucoșnița.
Auf der Josephinischen Landaufnahme von 1717 ist Pugoschniza eingetragen. Nach dem Frieden von Passarowitz (1718) war die Ortschaft Teil der Habsburger Krondomäne Temescher Banat.
Infolge des Österreichisch-Ungarischen Ausgleichs (1867) wurde das Banat dem Königreich Ungarn innerhalb der Doppelmonarchie Österreich-Ungarn angegliedert. Die amtliche Ortsbezeichnung war Bokos.
Der Vertrag von Trianon am 4. Juni 1920 hatte die Dreiteilung des Banats zur Folge, wodurch Bucoșnița  an das Königreich Rumänien fiel.

## Bevölkerungsentwicklung
| 1880 | 2976 | 2962 | 1  | 10 | 3             |
| 1910 | 3965 | 3672 | 20 | 57 | 216           |
| 1930 | 4009 | 3975 | 4  | 23 | 7             |
| 1977 | 3857 | 3851 | 4  | 1  | 1             |
| 2002 | 3125 | 3120 | 3  | -  | 2             |
| 2011 | 2978 | 2840 | 3  | -  | 135           |
| 2021 | 2642 | 2509 | -  | -  | 133 (10 Roma) |